# Ran (gwiazda)
Epsilon Eridani (Ran, ε Eri) – gwiazda w gwiazdozbiorze Erydanu. Znajduje się w odległości około 10,5 roku świetlnego od Słońca i jest jedną z najbliższych gwiazd.

## Nazwa
Nazwa własna gwiazdy, Ran, nie jest nazwą tradycyjną, lecz została wyłoniona w publicznym konkursie i zaakceptowana przez Międzynarodową Unię Astronomiczną. Wywodzi się ona od nordyckiej bogini toni morskiej Rán. Podobnie od imienia jej męża, olbrzyma Ägira, wywodzi się nazwa planety AEgir okrążającej gwiazdę. Nazwy te zaproponowali uczniowie szkoły średniej Mountainside (Stany Zjednoczone).

## Charakterystyka obserwacyjna
Jest to widoczna gołym okiem, choć niewyróżniająca się jasnością (obserwowana wielkość gwiazdowa: 3,73m) gwiazda w północnej części gwiazdozbioru Erydanu. Na niebie gwiazda ma aż 10 słabych optycznych towarzyszek, jednak ich ruch względem Epsilon Eridani wskazuje, że są niezwiązanymi obiektami tła.

## Charakterystyka fizyczna

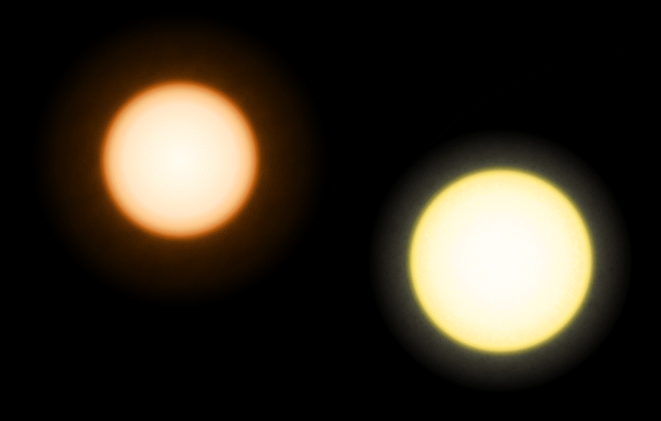
Porównanie wielkości Ran (mniejsza gwiazda po lewej) i Słońca

Epsilon Eridani to pomarańczowy karzeł, gwiazda ciągu głównego należąca do typu widmowego K2. Jest chłodniejsza i świeci słabiej od Słońca – według pomiarów sondy Gaia ma temperaturę 4975 K i jasność równą około 38% jasności Słońca. Jej promień to około 0,83 promienia Słońca, a masa jest równa ok. 0,78 masy Słońca. Jest to gwiazda typu BY Draconis, która wykazuje rotację różnicową, uwidaczniającą się w ruchu plam gwiazdowych. Duża aktywność magnetyczna, a także szybka rotacja wiążą się z wiekiem gwiazdy. Ran jest znacznie młodsza od Słońca, wiek gwiazdy i jej układu planetarnego jest oceniany na od pół miliarda do miliarda lat.

## Układ planetarny

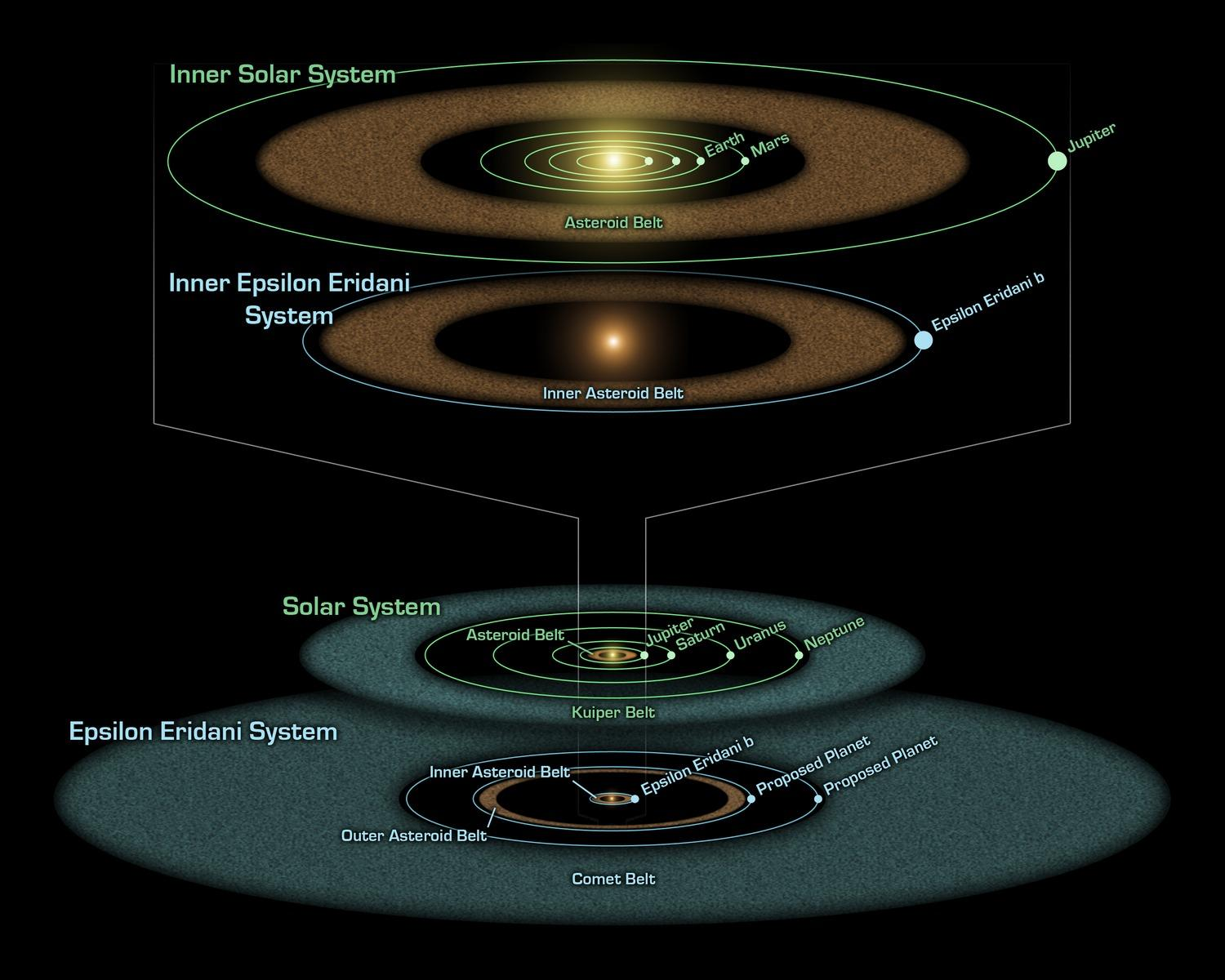
Porównanie Układu Słonecznego i systemu Epsilon Eridani

Ran jest jedną z najbliższych gwiazd okrążanych przez planety pozasłoneczne. W systemie znajdują się także dwa pasy planetoid oraz zewnętrzny lodowy pierścień przypominający pas Kuipera. Struktura pasów wokół gwiazdy sugeruje, że oprócz znanego obiektu, w układzie mogą się znajdować inne planety.
Pierwszą planetę (Epsilon Eridani b) odkryto w 2000 roku. W 2006 roku Kosmiczny Teleskop Hubble’a potwierdził astrometrycznie, że gwiazdę okrąża planeta. W 2015 roku otrzymała ona nazwę własną AEgir. Jej właściwości długo pozostawały kontrowersyjne, jako że wyznaczony na podstawie pomiarów mimośród orbity wydawał się za duży, aby pogodzić istnienie planety z obecnością wewnętrznego pasa planetoid wokół gwiazdy. W 2018 roku, dzięki połączeniu pomiarów ruchu gwiazdy z ostatnich 30 lat znaleziono orbitę o niskim mimośrodzie (e=0,07), sytuującą planetę poza pasem planetoid. Badania z 2023, łączące pomiary prędkości radialnej i astrometryczne, pozwalają określić masę minimalną planety na 0,76 masy Jowisza, średnią odległość na 3,5 au, a mimośród na 0,26.
| Towarzysz | Masa [MJ]       | Okres orbitalny [a] | Półoś wielka [au] | Ekscentryczność |
| --------- | --------------- | ------------------- | ----------------- | --------------- |
| b (AEgir) | 0,76 +0,14−0,11 | 2688 +16−17         | 3,53 ±0,06        | 0,26 ±0,04      |

Najbliższym sąsiadem ε Eri jest podwójny czerwony karzeł o oznaczeniu Luyten 726-8 (tworzą go składniki UV Ceti i BL Ceti), znajdujący się w odległości 5,1 ly (1,56 pc).

## Poszukiwanie cywilizacji pozaziemskich
W latach 60. XX wieku Epsilon Eridani i Tau Ceti zostały przez Franka Drake’a wytypowane do projektu OZMA, którego celem było poszukiwanie sygnałów radiowych mogących pochodzić od cywilizacji pozaziemskich. Kryteriami wyboru była stosunkowo nieduża odległość oraz fizyczne podobieństwo obu gwiazd do Słońca. W ramach projektu przeprowadzono ponad 100 godzin nasłuchu radiowego na częstotliwości 1420 MHz (promieniowanie neutralnego wodoru), wykorzystując do tego celu 26-metrowy Radioteleskop Green Bank. Wyniki obserwacji były negatywne.

## W fikcji
W uniwersum gry komputerowej Halo, gwiazdę tę okrążają planety Tribute, Circumstance, Beta Gabriel, Tantalus, Epsilon Eridani IV, a przede wszystkim Reach. Wszystkie te planety znajdują się we władzy Dowództwa Kosmicznego Narodów Zjednoczonych (UNSC). Podczas wojny z przedstawicielem obcej cywilizacji, Przymierzem (Covenant), kolonia staje się bastionem desperackich walk Sił Zbrojnych UNSC z Przymierzem o kontrolę nad tą najważniejszą kolonią ludzkości.
W cyklu Przestrzeń objawienia Alastaira Reynoldsa, umiejscowionym w odległej przeszłości, miejscem akcji wielu powieści jest planeta Yellowstone znajdująca się w układzie Epsilon Eridani.
W serialu telewizyjnym Babilon 5 na orbicie wokół fikcyjnej trzeciej planety znajduje się tytułowa stacja kosmiczna.
W cyklu Oko Jelenia Andrzeja Pilipiuka łasica pochodzi z planety Czita z układu planetarnego wokół Epsilon Eridani.
W cyklu Shadow Raptors Sławomira Nieściura układ Epsilon Eridni jest skolonizowany przez ludzi. Koloniści prowadzą nieustanną walkę z rasą Skun o dominację w tym układzie.